# Track & Field
Track & Field, conocido en Japón como Hyper Olympic (ハイパーオリンピック?), es un videojuego deportivo desarrollado por Konami en 1983 y que marcó el inicio de la saga Track and Field. Las pruebas deportivas de este juego están basadas en competiciones presentes en el atletismo.
Su sistema de juego consiste en apretar los botones indicados de forma rápida e intuitiva (también conocido popularmente como "machaca botones" o "button bashing"), dependiendo de cada prueba, para superar una marca y avanzar a otro deporte. Este modo de jugabilidad logró implantarse entre los jugadores y fue imitado en otros juegos basados en los Juegos Olímpicos y pruebas deportivas.

## Cómo jugar
En la versión original arcade, el jugador utiliza sólo dos botones para "correr" (o una bola rodante en algunas unidades) y uno de "acción" (salto, lanzamiento) para controlar al atleta. Para hacer correr al atleta la compañía japonesa introdujo por primera vez el sistema de apretar botones con rapidez, y que más tarde fue adoptado por otros juegos, tanto de Konami como de otras compañías. 
El jugador tiene que superar una marca determinada por la máquina para pasar a la siguiente prueba, y en caso de no hacerlo queda eliminado y pierde la partida (o una vida, si está disponible). Se puede superar el récord olímpico o el récord del mundo para lograr así mayores puntuaciones. Cuando el jugador completa las seis pruebas pasa a una "ceremonia de medallas" y, si se activa la opción ronda aumentada, vuelve a jugar otra ronda, en este caso de mayor dificultad. Los jugadores de ronda aumentada obtiene vidas cada 100 000 puntos. Por defecto, el juego termina en el último evento si la opción ronda aumentada está apagada.
Pueden participar hasta cuatro jugadores, si compiten en parejas durante los eventos de carreras (100 metros o 110 vallas). Si hay menos de cuatro jugadores las otras plazas son ocupadas por la máquina, representada como CPU. Sin embargo, las actuaciones en multijugador no tienen valor en el juego.
Debido a que el juego responde con apretar repetidamente las teclas de correr tan rápido, los jugadores usaron monedas, pelotas de ping pong, o una regla metálica para presionar las teclas. En consecuencia, los operadores encontraron gran cantidad de teclas rotas y la arcade tuvo una nueva versión que previene estas acciones.

## Pruebas disponibles
En "Track & Field" existen seis eventos:
- 100 metros lisos: Correr rápidamente pulsando los botones. Descalifica a los jugadores que hacen 3 falsas partidas o que no llegan a la meta antes de que se acabe el tiempo.
- Salto de longitud: Correr y saltar en el momento oportuno. Se considera falta si salta muy tarde, si cae al pavimento o si se tropieza con la caja de arena. Presiona el botón de salto para ajustar el ángulo. Se calcula la distancia del salto y descalifica a los jugadores que no superen la distancia establecida. Solo se permite 3 intentos.
- Lanzamiento de jabalina: Correr y lanzar en el momento oportuno. Se calcula la distancia del lanzamiento. Es posible que caiga objetos extraños si se lanzaba a demasiada altura. Al igual que el salto de longitud, solo se permite 3 intentos.
- 110 metros vallas: Correr y saltar las vallas. Si el jugador golpea una valla sin saltar, queda aturdido y tarda mucho tiempo en recuperarse. Al igual que los 100 metros lisos, solo se permite 3 falsas partidas.
- Lanzamiento de martillo: Hacer girar al lanzador pulsando los botones de correr y lanzar el martillo en el momento adecuado. Se considera falta si golpea el martillo a los muros o si cae fuera de los límites del área permitida. Al igual que el salto de longitud y la jabalina, solo se permite 3 intentos.
- Salto de altura: Correr y accionar el botón en el momento adecuado. Una vez que está en el aire se puede presionar los botones para correr y ganar así más altura. Solo se permite 3 faltas. Se calcula la altura obtenida tras la 3.ª falta y descalifica a los jugadores que no superen la altura permitida.

## Saga
El éxito de Track & Field propició que Konami lanzase más versiones.
- Hyper Sports (1984) (Arcade)
- Track & Field 2 / Hyper Olympic 2 (1984) (MSX)
- Konami '88 (1988) (Arcade)
- Track & Field (1987) (Famicom)
- Track & Field II (1988) (NES)
- Track & Field (1992) (NES, la versión Famicom de 1987)
- Track & Field (1992) (Game Boy)
- International Track & Field (1996) (PS)
- Hyper Athlete (1996) (Arcade)
- International Track & Field 2000 (1999) (N64, PS, GBC)
- ESPN International Track & Field (2000) (DC, PS2, GBC)
- Konami Sports Series (2001) (teléfonos móviles)
- New International Track & Field (2008) (NDS)
- Hyper Sports Winter (2010) (iPhone OS)
- Hyper Sports Track & Field (2010) (iPhone OS)
- Hyper Sports R (2018) (Nintendo Switch)

Con la llegada de los Juegos Olímpicos de 1984 Konami lanzó Hyper Sports, juego con un estilo gráfico similar al de Track & Field pero con un planteamiento de pruebas mucho más abierto al incluir natación o gimnasia entre otras pruebas. Esto se convirtió en costumbre, y con la llegada de unos nuevos Juegos se lanzaba una nueva edición de Track & Field al mercado.
La buena acogida de la versión recreativa provocó su conversión a consolas de sobremesa, siendo convertida a sistemas como Atari 2600, NES o Master System. En 2007 Xbox Live lanzó una versión para Xbox 360 similar a la arcade.

## Curiosidades
- La música que abre el juego en las versiones de sobremesa es el tema principal del director de orquesta Vangelis Papathanassiou Carros de fuego. En la versión arcade, un fragmento de esta canción también se escucha cuando salen las puntuaciones más altas.